# Jalal-Abad
Jalal-Abad (também conhecida como Jalalabad ou Jalalabat; em quirguiz: Жалалабат; pronúncia AFI: [dʒɑlɑlɑbɑt]) é uma cidade do Quirguistão. Situada na fronteira com o Uzbequistão, Jalal-Abad é a capital da província de Jalal-Abad, no noroeste do país. A cidade se localiza no nordeste do Vale de Fergana, e sua principal atividade econômica é a indústria. Jalal-Abad é a terceira maior cidade do Quirguistão, depois de Bisqueque e Osh, e possui cerca de 109,200 mil habitantes.
A cidade é conhecida por uma série de mananciais minerais em suas redondezas; acreditava-se que a água do balneário de Hozret-Ayub-Paigambar curava leprosos. Vários sanatórios da era soviética oferecem programas de tratamento com água mineral para pessoas com várias doenças crônicas.
A maior indústria da cidade é a Kyrgyz Petroleum Company, uma joint-venture quirguiz-canadense do setor de petróleo. Outras atividades industriais importantes consistem no beneficiamento de tabaco, trigo, algodão, alimentos e bebidas.
Segundo o governo do país, cerca de 41% da população da cidade tem renda inferior à linha de pobreza.